# Mignon (opera)

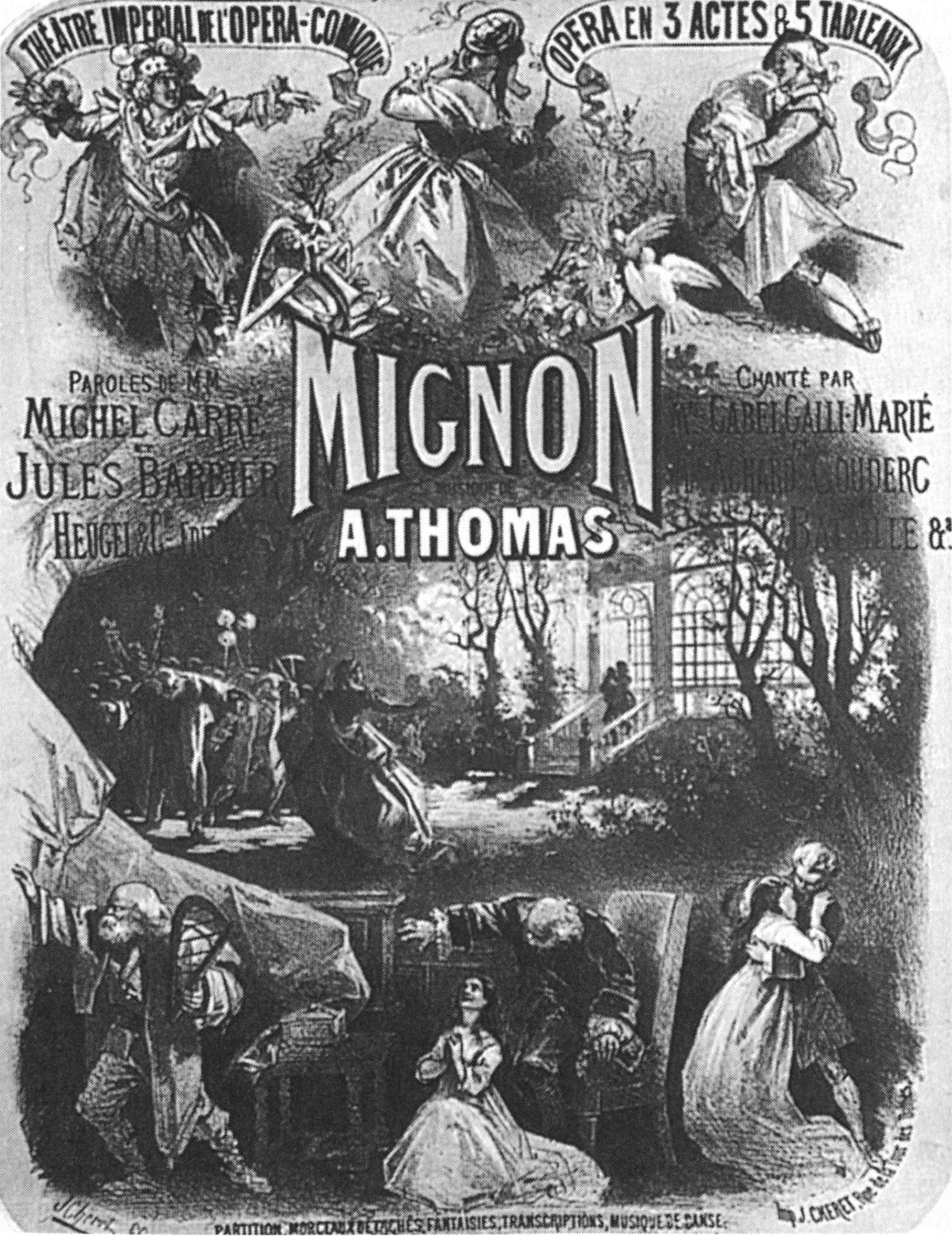
Affisch av Jules Chéret till urpremiären.

Mignon är en fransk opéra comique (eller opera i dess andra version) i tre akter med musik av Ambroise Thomas samt med libretto av Michel Carré och Jules Barbier efter Goethes roman Wilhelm Meisters läroår. Den italienska versionen översattes av Giuseppe Zaffira. Operan omnämns i James Joyces novell "The Dead" (i Dublinbor) och i Willa Cathers The Professor's House (Professorns hem). Thomas guddotter Mignon Nevada var uppkallad efter titelpersonen.

## Historia
Det var librettisterna Jules Barbier och Michel Carré som låg bakom Mignon. Efter att framgångsrikt ha bearbetat Goethes Faust bestämde de sig för att ta itu med Wilhelm Meister. De föreslog först librettot till Meyerbeer, som vägrade det eftersom det var för långt från originaket, sedan till Gounod och slutligen till Ambroise Thomas. Den senare, främst känd som kompositör av komiska operor, hade haft vissa framgångar, men inget av hans verk hade varit kvar på repertoaren länge. Med Mignon skulle kompositören äntligen få erfara triumf och internationell ära, förstärkt två år senare av hans Hamlet.
Ursprungligen skapades Mignon med ett tragiskt slut, eftersom Mignon, som i Goethes roman, plötsligt dör på en byfest vid åsynen av Philine. Detta slut kolliderade med den då gällande konventionen – och som övergavs med Georges Bizets Carmen först 1875 – som ville att komiska operor skulle sluta lyckligt. Därför mottogs verket efter de första föreställningarna ljumt. "Det var då", skriver Jules Barbier, "som vi, som de praktiska människor vi var, sa till oss själva: men för att respektera detta försvinnande av Mignon, som knappt antyds i Goethes roman, berövar vi oss 7 till 800 föreställningar! Det skulle vara mycket bättre att låta de gifta sig som modiga borgare och lämna slutet öppet för flera tolkningar." Detta gjordes och verket blev en stor framgång.

## Uppförandehistorik
Operan uruppfördes den 17 november 1866 på Opéra-Comique i Paris. Verket blev omedelbart populärt: fler än 100 föreställningar spelades fram till juli nästföljande år, den 1000:e föreställningen spelades 13 maj 1894 (operan blev då det första operaverket som hade framförts tusen gånger under en kompositörs levnad.) och den 1500:e den 25 maj 1919. Kejsare Napoleon III närvarade vid den 22:e föreställningen och skulle entusiastiskt bevista uppsättningen 15 gånger året därpå tillsammans med europeiska kungligheter som samlats i Paris för Världsutställningen 1867. Redan 1868 spelades operan i Weimar och Wien, där den snabbt blev populär.
Mignon bearbetades och översattes också till tyska för föreställningar i Berlin med Madame Lucca som Mignon. Lucca toge väl emot, men de tyska kritikerna var inte glada över operans ändringar av  Goethes original, vilket fick Thomas att komponera en kortare final med ett tragiskt slut dör Mignon faller död ner i Wilhelms armar. Detta slut var ett försök att få operans historia på något sätt likna det tragiska innehållet hos Goethe. (Originalversionen av Mignon på Opéra-Comique var tvungen att ha ett lyckligt slut därför att på den tiden i Paris var tragiska operor på franska uteslutande reserverade för Parisoperan.) Inte oväntat misslyckades denna "Version allemande" att tillfredsställa de tyska kritikerna och visade sig vara en meningslös ansträngning. Som musikforskaren Henry Edward Krehbiel beskrev det: "Carrés och Barbiers Mignon har inte mycket mer med Goethes Mignon att göra än yttre likheter, och att döda henne innebär meningslös grymhet."
Trots framgången i Paris med den franska version ombads Thomas att revidera verket till den första föreställningen på Drury Lane Theatre i London 5 juli 1870. Denna version gavs på italienska med recitativ (istället för talad dialog). Rollen som Mignon, ursprungligen skriven för mezzosopran, sjöngs av sopranen (Kristina Nilsson) och rollen som Frédéric, ursprungligen en tenor, sjöngs av kontraalten Zelia Trebelli-Bettini. En andra vers lades till Lotharios aria i första akten ("Fugitif et tremblant" i den franska versionen) och i andra akten en rondo-gavotte till Frédéric ("Me voici dans son boudoir") där musik togs från mellanaktsmusiken för att tillfredsställa Mme Trebelli-Bettini, som var missnöjd med att överta en roll ursprungligen skriven för en buffotenor. Till synes kände koloratursopranen Elisa Volpini, som skulle sjunga rollen som Philine, att hennes aria i slutet av akt två ("Je suis Titania") var otillräckligt och ytterligare en utsmyckad aria ("Alerte, alerte, Philine!") lades in andra aktens mellanaktsmusik och före Laertes 6/8 Allegretto ("Rien ne vaut"). Finalen kortades också ner. Philines extraaria verkar aldrig ha blivit orkestrerad, eller också har orkestreringen gått förlorad eller förstörts. (De flesta källor hävdar att arian framfördes och aldrig ströks från uppsättningen på Drury Lane och antyder att Thomas måste ha orkestrerat den.) Arian är välkänd från flera klaverutdrag och ingår som ett appendix sjunget av Ruth Welting med ackompanjemang av flöjt and cembalo som en del av 1978 års inspelning med Marilyn Horne som Mignon. Inspelningen innehåller också en andra appendix med originalversionens längre final.
Premiären i USA skedde den 9 maj 1871 på Théâtre de l'Opéra i New Orleans. Den följdes av en italiensk uppsättning på New York Academy of Music 22 november 1871 med Kristina Nilsson som Mignon, Mlle. Léon Duval som Philine, Victor Capoul som Wilhelm och Mlle. Ronconi som Frédéric. Den primära orsaken till operans framgångar i London and New York har tillskrivits Kristina Nilssons framträdanden i dessa uppsättningar. Nilsson sjöng också rollen på Metropolitan Opera i New York 1883.
Operaversionerna utanför Frankrike, särskilt de i USA och Italien, har varit på italienska (senare på franska) med Mignon som sopran eller mezzosopran, och Frédéric som mezzosopran eller kontraalt, samt med sjungna recitativ och avkortad final. 1986 sattes originalversionen upp med sopranen Cynthia Clarey som Mignon i en uppsättning på Wexford Festival Opera.
Bemärkta sopraner som tolkat Mignon har varit Emma Albani (Covent Gardens första Mignon 1874), Lucrezia Bori och Geraldine Farrar; mezzosopraner som Marilyn Horne, Giulietta Simionato, Frederica von Stade, Risë Stevens och Ebe Stignani. Lily Pons var berömd för att sjunga Philine.
Den svenska premiären ägde rum på Stockholmsoperan den 10 mars 1873 och den iscensattes åter med premiär den 18 oktober 1911. Sigrid Arnoldson var en av 1900-talets mest kända Mignon. Hon hade debuterat i rollen på Opéra-Comique 1887 och sjöng den över hela världen: 1907 firade hon sitt 500:e framförande av verket i Dresden. Vid detta tillfälle skrev fru Ambroise Thomas till henne: "För mig är du alltid mästarens favorit Mignon. Jag har varit tacksam mot er för att ni har förblivit trogen denna poetiska roll, mot denna roll som ni har kunnat finna idealet för."

### Tragisk dödsbrand
Den 25 maj 1887 klockan 21 förstörde en brand operalokalen Salle Favart under framförandet av Mignons första akt. Branden hade orsakats av en defekt gasledning ovanför scenen och 84 människor dog, däribland fyra dansare, två korister, fyra påklädare och fyra vaktmästare. All personal blev arbetslös. Regeringen betalade ersättning till offren och en konsert gavs till förmån för de anställda vid Opéra-Comique, som tillfälligt flyttade till Théâtre des Nations, Place du Châtelet.

## Personer
| Roller                                                           | Röstläge                         | Premiärbesättning 17 november 1866 (Dirigent: Théophile Tilmant) | Andra versionen 5 juli 1870 (Dirigent: Luigi Arditi) | Svensk premiärbesättning 10 mars 1873 (Dirigent: Ludvig Norman) |
| ---------------------------------------------------------------- | -------------------------------- | ---------------------------------------------------------------- | ---------------------------------------------------- | --------------------------------------------------------------- |
| Mignon, en ung flicka                                            | mezzosopran (1866) sopran (1870) | Célestine Galli-Marié                                            | Kristina Nilsson                                     | Signe Hebbe                                                     |
| Philine, en skådespelerska                                       | koloratursopran                  | Marie Cabel                                                      | Elisa Volpini                                        | Ida Basilier-Magelssen                                          |
| Wilhelm Meister, en student                                      | tenor                            | Léon Achard                                                      | Alessandro Bettini                                   | Oscar Arnoldson                                                 |
| Frédéric, Philines beundrare                                     | tenor (1866) kontraalt (1870)    | Bernard Voisy                                                    | Zelia Trebelli-Bettini                               | Robert Ohlsson                                                  |
| Laerte, en skådespelare                                          | tenor                            | Joseph-Antoine-Charles Couderc                                   | Edouard Gassier                                      | Fritz Arlberg                                                   |
| Lothario, en kringvandrande trubadur                             | bas                              | Eugène Bataille                                                  | Jean-Baptiste Faure                                  | Gustaf Sandström                                                |
| Jarno, en zigenare                                               | bas                              | François Bernard                                                 | Signor Raguer                                        | Victor Sandstedt                                                |
| Antonio, en slottstjänare                                        | bas                              | Davoust                                                          | Giovanni Volpini?                                    | John Elias Bergholm                                             |
| Kör: Stadsbor, bönder, romer, skådespelare, betjänter och kypare |                                  |                                                                  |                                                      |                                                                 |

Signe Hebbe i titelrollen 1873
Sigrid Arnoldson i titelrollen 1891
Anna Maria Strandberg som Philine 1882
Anna Thulin i titelrollen 1896
Carl Lundmark som Wilhelm Meister 1888
Dagmar Sterky i titelrollen 1892
Dina Edling i titelrollen 1885
Edla Hamberg som Frédéric på Stora Teatern i Göteborg 1892
Emil Adami som Wilhelm Meister 1892
Henning Malm som Wilhelm Meister 1904
Ida Basilier-Magelssen som Philine 1873
Johanne Kragballe som Philine 1895
Matilda Jungstedt som Frédéric 1889
Matilda Jungstedti titelrollen 1897
Olefine Moe i titelrollen 1873
Osvaldo Bottero som Lothario 1890
Victoria Strandin och Robert Köller, dansare 1906
Scenografiskiss av Thorolf Jansson

## Handling
Tyskland och Italien, ca 1790.

### Akt I
Söndagsnöjen på marknadsplatsen i en tysk småstad. I folkmängden befinner sig den kringvandrande harpospelaren Lothario, som har tappat minnet, och två skådespelare på jakt efter engagemang, Philine och Laertes. Några zigenare tjänar pengar genom att roa folket. Deras anförare Jarno försöker tvinga en liten flicka att dansa, men en av åskådarna tar henne i försvar och friköper henne från zigenarna. Det är Wilhelm, en äventyrslysten student som strövar omkring i världen. Han förälskar sig i Philine. Mignon berättar för sin räddare om sin omättliga längtan efter hemtrakten i söder ("Connais-tu le pays?"). Mignon vill förklädd till page följa Wilhelm överallt. Denne följer däremot med Philine, som har utsikten till ett engagemang på ett närliggande slott.

### Akt II
Philine och Laertes åtnjuter slottets bekvämligheter. Philine och Wilhelm flirtat med varandra, något som Mignon åser med sorg och som uppväcker svartsjuka hos Frédéric, Philines tidigare älskade. Det blir nästan till en duell. När Wilhelm inser Mignons svartsjuka, hotar han henne med att de måste skiljas åt. Djupt sårad och kränkt irrar Mignon omkring i slottsträdgården, där hon träffar på Lothario. De två olyckliga lättar sina hjärtan för varandra. När Mignon hör larmet från de festliga förberedelserna, önskar hon att Philine måtte träffas av blixten. Men skådespelerskan gör succé som Titania i föreställningen. Wilhelm ångrar sitt beteende mot Mignon och söker efter den bortsprungna. Philine skickar in flickan till huset för att hämta en blombukett. Hon hinner knappt gå in i byggnaden, förrän den flammar upp i lågor. Lothario har missförstått Mignons önskan och anlagt en brand. Wilhelm räddar den vanmäktiga Mignon ur lågorna.

### Akt III
Wilhelm har köpt ett italienskt slott där han själv, Mignon och Lothario kan finna en tillflyktsort. Lothario vakar över den sovande Mignon, medan några fiskare festar utanför. Wilhelm som äntligen har blivit medveten om sin kärlek till Mignon, avlöser Lothario. När Mignon vaknar vill han äntligen bekänna sin kärlek till henne. Men innan Mignon hinner svara honom hörs Philines röst i fjärran och flickan blir skrämd. Philine vill träffa Lothario. Denne uppenbarar sig, den här gången i praktfulla kläder. Han har återfått minnet. Det är han som är ägare till slottet och Mignon är hans en gång bortrövade dotter. Plötsligt stormar de sjungande och dansande skådespelarna in, ledda av Philine. Mignon fruktar att förlora Wilhelm. Men Philine lägger Wilhelms hand i Mignons. Själv vänder hon sig till Frédéric.

## Glansnummer
Operans mest kända nummer är dess ouvertyr baserad på melodier från operan
- Akt 1. Connais-tu le pays? (Känner du väl det land?) (Mignon);  Légères hirondelles (Lätta svalor) (Mignon och Lothario)
- Akt 2. Je crois entendre les doux compliments (Philine); Je connais un puvre enfant (Mignon); Me voici dans son boudoir (Frédéric); Adieu, Mignon, courage (Wilhelm); Elle est là, prés de lui? (Mignon); As-tu souffert? As-tu pleure? (Mignon och Lothario); Jes suis Titania (Philine)
- Akt 3. Je suis heureuse, l'air m'enivre (Mignon och Wilhelm); Elle ne croyait pas (Wilhelm)

## Diskografi (urval)
- Mignon. Marilyn Horne, Ruth Welting, Alain Vanzo, Nicola Zaccaria, Frederica von Stade. Ambrosian Opera Chorus. Philharmonia Orchestra. Antonio de Almeida, dirigent. Sony (ADD) SM3K 34590. 3 CD. Inspelad 1977.[21]